# Deppea ehrenbergii
Deppea ehrenbergii är en måreväxtart som beskrevs av Paul Carpenter Standley. Deppea ehrenbergii ingår i släktet Deppea och familjen måreväxter. Inga underarter finns listade i Catalogue of Life.